# دارين مكديرموت
دارين مكديرموت (بالإنجليزية: Darren McDermott)‏ مواليد 17 يوليو 1978، هو ملاكم محترف بريطاني يصنف ضمن فئة الوزن المتوسط.

## إحصائيات
خاض خلال مسيرته 20 نزالا، فاز في 17 وتعادل في 1 وخسر في 2. فاز بالضربة القاضية في 9 نزالات.

## روابط خارجية
- دارين مكديرموت على موقع بوكس ريك (الإنجليزية) (registration required)